# Éolipyle

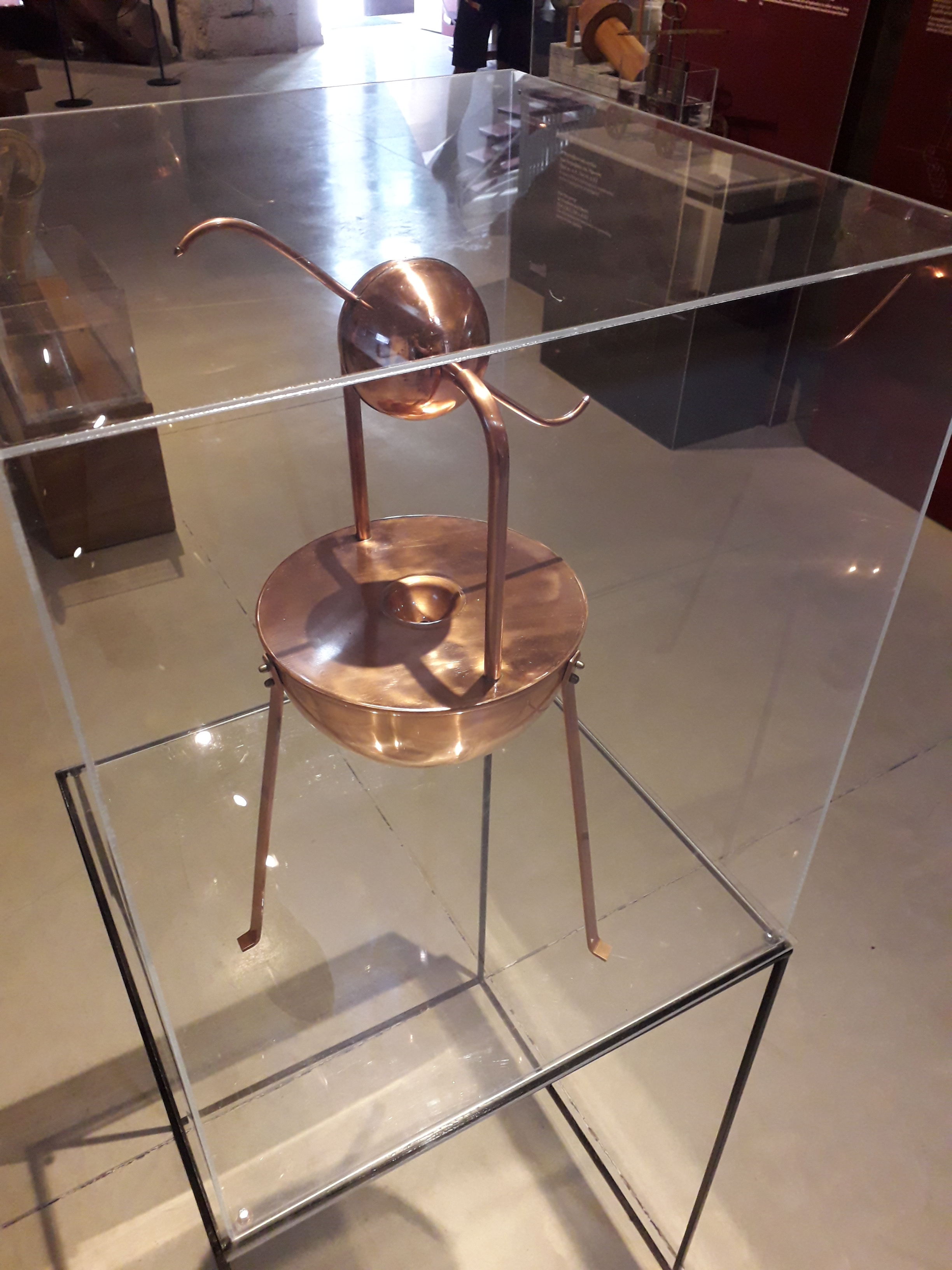
L'éolipyle de Héron d'Alexandrie, reconstitution contemporaine. Exposé au musée des technologies de la Grèce antique, à Héraklion (Crète).

L'éolipyle ou éolipile (latin : æolipila ; « boule d'Éole, sphère de vent ») est une machine à vapeur et à réaction conçue par Héron d'Alexandrie (Ier siècle apr. J.-C.).

## Description
C'est une chaudière hermétique remplie en partie d’eau, placée sur le feu. De cette chaudière sortent deux tubes reliés à une sphère pouvant tourner autour d’un axe horizontal. De cette sphère, deux autres tubes perpendiculaires à l’axe laissent sortir la vapeur qui, par propulsion, fait tourner la sphère.

## Historique
L'éolipyle n'était à l'origine utilisé que comme attraction de divertissement et trouvait sa place dans les salons. Jean de La Fontaine compare l'homme malade qui aurait besoin d'une saignée, à l'éolipyle dans les vers de son poème Quinquina : « L’eau qui reste en l’Æolipile / Ne se refroidit pas quand il devient moins plein » et il suggère l'emploi du quinquina,,, son potentiel de source d'énergie étant négligé. Le mathématicien autrichien Segner étudia vers 1750 un tourniquet hydraulique reposant sur le même principe de la réaction.
Il fut reconstitué en 1978, pour étude, par John Gray Landels, chercheur anglais de l'université de Reading. La vapeur qui s'échappe par les tubes crée un couple qui fait tourner la sphère à une vitesse d'environ 1 500 tours par minute. Néanmoins, la perte de chaleur est importante : pour fonctionner de manière continuelle, la machine devrait consommer plusieurs centaines de kilogrammes de bois par heure[réf. nécessaire].
Ainsi, à défaut de charbon, fonte, joints et soupapes, l'éolipyle ne pouvait déclencher de révolution industrielle.
Mais il faut également mentionner que Héron d'Alexandrie avait trouvé également comment ouvrir les portes d'un temple en chauffant de l'eau,